# Запруд (Пермь)
За́пруд — микрорайон Перми, входящий в состав Мотовилихинского района города Перми. 

## Происхождение названия
Название происходит оттого, что район находился за водоёмом, «за прудом», который сохранился до сих пор и называется «Мотовилихинский пруд».

## История
История Запруда началась в 1736 году, когда на левом берегу Камы были заложены Мотовилихинский медеплавильный завод и рабочий поселок. Для снабжения предприятия нужным количеством воды реку Большую Мотовилиху перекрыли дамбой, в итоге появилась запруда.
В те времена каждый завод имел пруд и плотину, ведь вода служила источником энергии, вращая водяные колёса..
На плане Мотовилихинского завода 1892 года насчитывалось в Запруде двенадцать улиц. Из них до наших дней свои названия сохранили две - Лядовская и Крайпрудская (на плане она называется Крайно-трубская). К этому времени уже была полностью застроена улица Большая Сивинская (на плане - Большая Савинская), которая в 1940 году стала улицей Старых Большевиков. Разрастается Крайпрудская и Елховская, названная позже Богородская по церкви (с 1920 года - улица Фокинская).
Тогда, кроме большого заводского пруда существовал и малый, образованный платиною после устья Малой Мотовилихи. А там, где сейчас улочка Павлика Морозова, стояли деревянные ворота, и начиналась ограда кладбища. Совсем недавно, в октябре 2005 года, Запрудское кладбище закрыли для захоронений.
Отдельные постройки здесь были ещё в 1940-е годы. В 1967 году сложившимся местным улицам дали названия.Один из интересных объектов этих мест - учебно-спортивная база «Молот». Она «прописалась» здесь в 1952 году. Позднее здесь появился биатлонный комплекс, где с середины 1990-х годов ежегодно проводились всероссийские соревнования, кубок России и другие спортивные мероприятия.
В 1894 году в Запруде была постановлена и освещена Рождественско-Богородицкая школа-церковь. Закрыли её в 1930 году, а через 6 лет на её месте выстроили среднюю школу № 50.
На улице Лядовской в начале XX века появилась единоверческая краснокирпичная Покровская часовня. А более века спустя, 10 мая 2000 года, в микрорайоне состоялось освещение Рождественско-Богородицкого храма-часовни. Землю ей выделили по адресу: улица Лядовская, 85 (на этом месте в 1960-е годы стоял летний кинотеатр).
Отрезок же Лядовской улицы между улицами Завьялова и Колыбалова застраивался в основном в 1920-е - 1930-е годы. Улица эта сейчас по существу стала центральной в микрорайоне.
В 1950-х начале 1960-х годов началась вторая жизнь микрорайона. Стали строить современные, в основном, трёхэтажные, каменные дома.
.

## Данные
Количество жителей — 8000 человек; площадь — 1,7 км²; количество улиц — 32; количество домов — 1288.